# جونيور رن
جونيور رن (بالإنجليزية: Junior Wren)‏ هو لاعب كرة قدم أمريكية أمريكي، ولد في 10 ديسمبر 1929 في كانساس سيتي في الولايات المتحدة، وتوفي في 10 ديسمبر 2003.

## وصلات خارجية
- جونيور رن على موقع مرجع كرة القدم المحترفة.كوم (الإنجليزية)